# Рорайма
Рора́йма (порт. Roraima) — штат на севере Бразилии. Административный центр — город Боа-Виста. Граничит с Венесуэлой на севере, с Гайаной и штатом Пара на востоке, со штатом Амазонас на юге.
Рорайма — самый северный штат Бразилии.

## Этимология
Название штата произошло от имени горы Рорайма, что в переводе с языка местных индейцев означает «зелёная гора».

## География
Территория штата Рорайма представляет собой равнину, наклонённую к реке Риу-Негру, притоку Амазонки. На северной границе штата возвышаются горы Пакарайма с высочайшей вершиной горой Рорайма. Штат пересекается линией экватора и полностью включает бассейн реки Риу-Бранку.
Климат в штате преимущественно экваториальный, в горах северо-востока штата — тропический. Времён года два — дождливая зима с апреля по сентябрь и сухое лето с октября по март.

## История
Территория современного штата Рорайма была выделена из состава штата Амазонас в 1943 году. Первоначально новая территория получила название Риу-Бранку, по главной реке. В 1962 году территории было присвоено современное название. В 1988 году Рорайма стала полноправным штатом в составе Бразилии.

## Демография
Согласно сведениям, собранным в ходе переписи 2010 г. Национальным институтом географии и статистики (IBGE), население штата составляет:
| Полное население                       | Полное население                       | Полное население                       | Полное население                       | 450 479 |
| -------------------------------------- | -------------------------------------- | -------------------------------------- | -------------------------------------- | ------- |
| в том числе:                           | Городское население                    | 344 859                                | Процент городского населения, %        | 76,55   |
|                                        | Сельское население                     | 105 620                                | Процент сельского населения, %         | 23,45   |
|                                        | Мужское население                      | 228 859                                | Процент мужского населения, %          | 50,8    |
|                                        | Женское население                      | 221 620                                | Процент женского населения, %          | 49,2    |
| Плотность населения, чел/км²           | Плотность населения, чел/км²           | Плотность населения, чел/км²           | Плотность населения, чел/км²           | 2,01    |
| Население штата в % к населению страны | Население штата в % к населению страны | Население штата в % к населению страны | Население штата в % к населению страны | 0,24    |

## Административное устройство
Административно штат разделён на 2 мезорегиона и 4 микрорегиона. В штате — 15 муниципалитетов.
|    |  | Муниципалитет (русск.) | Муниципалитет (порт.) | Площадь, км² | Мезорегион          | Микрорегион         |
| -- |  | ---------------------- | --------------------- | ------------ | ------------------- | ------------------- |
| 1  |  | Алту-Алегри            | Alto Alegre (Roraima) | 26109,70     | Север штата Рорайма | Боа-Виста           |
| 2  |  | Амажари                | Amajari               | 28472        | Север штата Рорайма | Боа-Виста           |
| 3  |  | Боа-Виста              | Boa Vista (Roraima)   | 5687         | Север штата Рорайма | Боа-Виста           |
| 4  |  | Бонфин                 | Bonfim (Roraima)      | 8095         | Север штата Рорайма | Нордести-ди-Рорайма |
| 5  |  | Канта                  | Cantá                 | 7691         | Север штата Рорайма | Нордести-ди-Рорайма |
| 6  |  | Каракараи              | Caracaraí             | 47411        | Юг штата Рорайма    | Каракараи           |
| 7  |  | Кароэби                | Caroebe               | 12066        | Юг штата Рорайма    | Судести-ди-Рорайма  |
| 8  |  | Ирасема                | Iracema (Roraima)     | 14119        | Юг штата Рорайма    | Каракараи           |
| 9  |  | Мукажаи                | Mucajaí               | 12751        | Юг штата Рорайма    | Каракараи           |
| 10 |  | Нормандия              | Normandia (Roraima)   | 6967         | Север штата Рорайма | Нордести-ди-Рорайма |
| 11 |  | Пакарайма              | Pacaraima             | 8028         | Север штата Рорайма | Боа-Виста           |
| 12 |  | Рорайнополис           | Rorainópolis          | 33594        | Юг штата Рорайма    | Судести-ди-Рорайма  |
| 13 |  | Сан-Жуан-да-Бализа     | São João da Baliza    | 4284         | Юг штата Рорайма    | Судести-ди-Рорайма  |
| 14 |  | Сан-Луис               | São Luís (Roraima)    | 1527         | Юг штата Рорайма    | Судести-ди-Рорайма  |
| 15 |  | Уйрамутан              | Uiramutã              | 8066         | Север штата Рорайма | Нордести-ди-Рорайма |

## Экономика
В штате развито сельское и лесное хозяйство: разводится крупный рогатый скот, выращиваются рис, соя, кукуруза, маниок, томаты, арбузы, ананасы, возделываются плантации бананов, апельсинов, папайи, производятся лесозаготовки.
В Рорайме разведаны месторождения урана, золота, медных руд, добываются строительные материалы, драгоценные и поделочные камни.